# Gilla Cremer
Gilla Cremer (* 19. Dezember 1956 in Königswinter, Nordrhein-Westfalen) ist eine deutsche freischaffende Schauspielerin und Autorin/Produzentin eigener Solostücke.

## Biografie
Gilla Cremer wuchs als viertes von fünf Kindern in Königswinter am Rhein auf. Ihr Vater war Kaufmann, ihre Mutter von Beruf Gärtnerin.
Nach dem Abitur 1976 lebte Gilla Cremer zwei Jahre in den USA. In Austin/Texas und New York nahm sie Unterricht in Modern Dance, unter anderem mit der Tänzerin und Performance-Künstlerin Deborah Hay, und verfolgte Lehrstunden am Actors Studio. Beeinflusst von den Schriften der Theaterregisseure Peter Brook und  Jerzy Grotowski ging sie für ein Jahr nach Bali/Indonesien und studierte dort Maskentanz, Maskenschnitzerei und Kung-Fu. 1979 begegnete sie Eugenio Barba vom Odin Teatret und nahm in den folgenden Jahren als Schauspielschülerin an der „Internationalen Schule für Theateranthropologie – ISTA“ in Bonn, Volterra, Holstebro und Bologna teil. Es folgten Schauspielseminare mit Günther Einbrodt (Tabori Gruppe), Ingemar Lind, Werner Schroeter, Augusto Fernandez u. a.
1981 war sie Mitbegründerin der Freien Gruppe „Theater Tilbut“ in Frankfurt. Nach der Geburt ihres ersten Kindes 1984 begann ihre Arbeit als Solistin. Seit 1987 produziert, schreibt und spielt Gilla Cremer ihre Soloproduktionen unter dem Namen „Theater Unikate“. Mittlerweile hat sie 13 Produktionen im Repertoire, mit denen sie im In- und Ausland auf Gastspielreisen geht. Sie arbeitete mit den Regisseuren Max Eipp, Hans-Ulrich Becker, Johannes Kaetzler, Michael Heicks, Eva-Maria Martin, Brigitte Landes und Dominik Günther.
In Zusammenarbeit mit dem „Magdalena Project“, einem internationalen Netzwerk von und für Frauen aus unterschiedlichen Theatersparten, zeigt sie ihre Stücke auch in englischer Sprache und gastierte in Dänemark, Frankreich, Polen, Ungarn, Neuseeland und den Niederlanden.
Neben ihrer solistischen Arbeit spielte sie 1999 in der Produktion „Kohelet“ unter der Regie von David Mayaan und seiner Gruppe Akko/Israel in Weimar und auf den Wiener Festwochen. 2006 war sie Gast im Schauspiel Hannover in der Produktion „Mobil“. Von 2001 bis 2009 gastierte sie am Thalia Theater Hamburg in „Damen der Gesellschaft“ sowie mit ihren Soloproduktionen „Meeresrand“ und „So oder so – Hildegard Knef“.
In ihren sozialkritischen Stücken reibt sich die Schauspielerin an äußerst widersprüchlichen Frauenfiguren, beleuchtet deutsche Befindlichkeit von 1933 bis heute und stellt ihre Arbeit immer wieder in den Dienst sozialer Anliegen. Mit ihrer Produktion „Meeresrand“ engagiert sie sich für das Thema Kinderarmut und die Nöte alleinerziehender Mütter. „Die Kommandeuse“ und „Vater hat Lager“ gastieren im Zusammenhang mit bildungspolitischen Aktionen an Schulen.

## Theater
- 1981: „Der schmale Weg in den tiefen Norden“ von E. Bond, Frankfurt
- 1984: „Shanghai Express“ von Theater Tilbut, Frankfurt
- 1986: „Der Truthahn“ von S. Mrozek, Frankfurt
- 1987: „Odyssee Embryonale – ein Fötodram“ von G. Cremer und Max Eipp
- 1989: „Gebrüllt vor Lachen“ von Ch. Durang, Theater am Turm Frankfurt
- 1991: „Einmal lebt ich“ von Natascha Wodin, Gallus Theater Frankfurt/Kampnagel Hamburg
- 1993: „Rita - allein gegen die Mafia“ von G. Cremer, Hamburger Kammerspiele
- 1995: „Die Kommandeuse“ von G. Cremer, Kampnagel Hamburg
- 1997: „Morrison Hotel“ von G. Cremer, Kampnagel Hamburg
- 1998: Gastspiele in Dänemark, Holland, Frankreich, Polen, Ungarn und Neuseeland
- 1999: „Kohelet“ mit der israelischen Gruppe Akko, Wiener Festwochen
- 1999: „Vater hat Lager“ von Carl Friedman, TiK, Thalia in der Kunsthalle Hamburg
- 2000: „m.e.d.e.a.“ von G. Cremer, Hamburger Kammerspiele
- 2001: „Damen der Gesellschaft“, Gast am Thalia Theater
- 2003: „Meeresrand“ von Véronique Olmi, Theater Bielefeld und Thalia in der Gaußstraße
- 2004: „So oder so – Hildegard Knef“ von G. Cremer, St.-Pauli-Theater/Thalia Theater
- 2006: „Mobil“, Gast am Schauspiel Hannover.
- 2007: „Warum das Kind in der Polenta kocht“ von A. Veteranyi, Hamburger Sprechwerk
- 2008: „Mobbing“ von Annette Pehnt, Theater Bielefeld/Hamburger Kammerspiele
- 2010: „An allen Fronten: Lili Marleen & Lale Andersen“ von G. Cremer, Hamburger Kammerspiele/Theater Wolfsburg
- 2014: „Die Dinge meiner Eltern“ von G. Cremer, Hamburger Kammerspiele/Theater Wolfsburg
- 2016: „#Freundschaft“ von G. Cremer, Hamburger Kammerspiele
- 2018 „Halbzeit“ – ein Jubiläums-Roadmovie und eine Werkschau zum 30. Spieljahr von Theater Unikate

## TV/Film
- 1990: Und wenn‘s nicht klappt, dann machen wir’s noch mal – Regie: Lothar Kurzawa
- 1994: Zappenduster – Regie: Marek Gierzdal
- 1996: Doppelter Einsatz
- 2000: Aus gutem Hause – Regie: Lars Jessen
- 2001: Großstadtrevier – Regie: Lars Jessen
- 2002: Juls Freundin – Regie: Kai Wessel
- 2003: Tatort – Mietsache – Regie: Daniel Helfer
- 2003: Tatort – Wenn Frauen Austern essen – Regie: Klaus Emmerich
- 2005: Bettgeflüster & Babyglück – Regie: Annette Ernst
- 2005: Tatort – Dunkle Wege – Regie: Christiane Balthasar
- 2005: Der Preis der Freundschaft – Regie: Claudia Garde
- 2005: Der Liebeswunsch – Regie: Torsten C. Fischer
- 2006: Stubbe – Von Fall zu Fall: Verhängnisvolle Freundschaft
- 2006: Tatort – Schattenspiele – Regie: Claudia Garde
- 2006: Die Frau am Ende der Straße – Regie: Claudia Garde
- 2007: Väter – Denn sie wissen nicht, was sich tut – Regie: Hermine Huntgeburth
- 2008: Das Duo – Sterben statt erben, Rolle: Christel – Regie: Maris Pfeiffer
- 2009: Same Same But Different – Regie: Detlev Buck
- 2015: Tatort – Die Rückkehr des stillen Gastes, Rolle: Constanze Jung – Regie: Claudia Garde

## Hörspiele
- 2006: Ludwig Fels: Hello, I'm Glen Sherley – Regie: Christiane Ohaus (Hörspiel – RB)
- 2003: Véronique Olmi: Meeresrand – Regie: Wolfgang Stockmann
- 2005: So oder So – Hildegard Knef – Regie Holger Rink/Wolfgang Stockmann

## Auszeichnungen
- 2008: Rolf-Mares-Preis – Sonderpreis für langjährige außergewöhnliche Leistungen im Rahmen des Hamburger Theaterlebens[2]
- 2015: Inthega-Sonderpreis für besondere Einzelleistung[3]
- 2018: Senator-Biermann-Ratjen-Medaille[4]